# Küttelbieke
Die Küttelbieke ist ein 5,3 km langer, orografisch rechter Nebenfluss der Möhne im nordrhein-westfälischen Rüthen, Deutschland.

## Geographie
Der Bach entspringt südlich des Haarstrangs etwa 1,4 km nördlich von Rüthen auf einer Höhe von 355 m ü. NN. Der Bach fließt zunächst in westliche Richtungen, wendet sich dann nach Süden und umfließt dabei Rüthen und mündet südwestlich davon in die Möhne. Die Mündung liegt auf der rechten Flussseite auf 279 m ü. NN. Bei einem Höhenunterschied von 76 Metern beträgt das mittlere Sohlgefälle 14,3 ‰. Das etwa 9,016 km² große Einzugsgebiet wird über Möhne, Ruhr und Rhein zur Nordsee entwässert.